# Liste der Stolpersteine in Moormerland
Die Liste der Stolpersteine in Moormerland enthält alle Stolpersteine, die dort im Rahmen des gleichnamigen Projekts von Gunter Demnig bisher verlegt wurden. Mit ihnen soll an Opfer des Nationalsozialismus erinnert werden, die in Moormerland lebten und wirkten.

## Verlegte Stolpersteine

### Oldersum
| Bild | Person, Inschrift                                                                                      | Adresse                                             | Verlege- datum | weitere Informationen |
| --- | --- | --------------------------------------------------- | -------------- | --------------------- |
| Stolperstein-oldersum-polak-isaac-abraham | Hier wohnte Isaak-Abraham Polak Jg. 1877 deportiert 1940 ermordet in Auschwitz                         | Am großen Tief 10 · Vor dem Burgmodell · Oldersum · | 12. Feb. 2019  |                       |
| Stolperstein-oldersum-polak-bertha | Hier wohnte Bertha Polak geb. Gottlieb Jg. 1884 deportiert 1940 ermordet in Auschwitz                  | Am großen Tief 10 · Vor dem Burgmodell · Oldersum · | 12. Feb. 2019  |                       |
| Stolperstein-oldersum-herz-siegfried | Hier wohnte Siegfried Herz Jg. 1889 Flucht 1940 USA                                                    | Am großen Tief 10 · Vor dem Burgmodell · Oldersum · | 12. Feb. 2019  |                       |
| Stolperstein-oldersum-herz-martha | Hier wohnte Martha Herz geb. Polak Jg. 1880 deportiert 1942 ermordet in Auschwitz                      | Am großen Tief 10 · Vor dem Burgmodell · Oldersum · | 12. Feb. 2019  |                       |
| Stolperstein-oldersum-herz-ingeborg | Hier wohnte Ingeborg Herz Jg. 1937 deportiert 1942 ermordet in Auschwitz                               | Am großen Tief 10 · Vor dem Burgmodell · Oldersum · | 12. Feb. 2019  |                       |
| Bild gesucht Der Benutzer GeorgDerReisende ( Diskussion ) wünscht sich an dieser Stelle ein Bild vom Ort mit diesen Koordinaten 53.32697 7.34178 . Motiv: Zum Rorichumer Tief 3: die Stolpersteine für das Ehepaar Cohen, die Lage und das Haus Falls du dabei helfen möchtest, erklärt die Anleitung , wie das geht. BW | Hier wohnte Isaak Cohen Jg. 1884 'Schutzhaft’ 1938 Sachsenhausen deportiert 1943 ermordet in Auschwitz | Zum Rorichumer Tief 3 · Oldersum ·                  | 12. Feb. 2019  |                       |
| | Hier wohnte Marianne Cohen Jg. 1890 deportiert 1943 ermordet in Auschwitz                              | Zum Rorichumer Tief 3 · Oldersum ·                  | 12. Feb. 2019  |                       |